# Dascilo (hijo de Tántalo)
Dascilo (en griego antiguo: Δάσκυλος, Dáskylos) es un personaje de la mitología griega, hijo de Tántalo  y padre de Lico.
Fue rey de la parte septentrional de Anatolia, donde se encontraban Misia, Bitinia y Paflagonia.
La esposa de Dascilo fue Antemisia (hija del dios del río Lico). Dascilo tuvo tres hijos llamados Lico, Priola y Otreo.
Priola y Otreo fueron asesinados por Ámico, rey de Bitinia. Otreo fue asesinado mientras se dirigía a Troya para pedir la mano de Hesíone, hija del rey Laomedonte. Ambos hijos tienen nombres relacionados con los asentamientos locales: Priola, cerca de Heraclea Póntica, y Otrea, en el lago Ascaniano.